# Ketlování

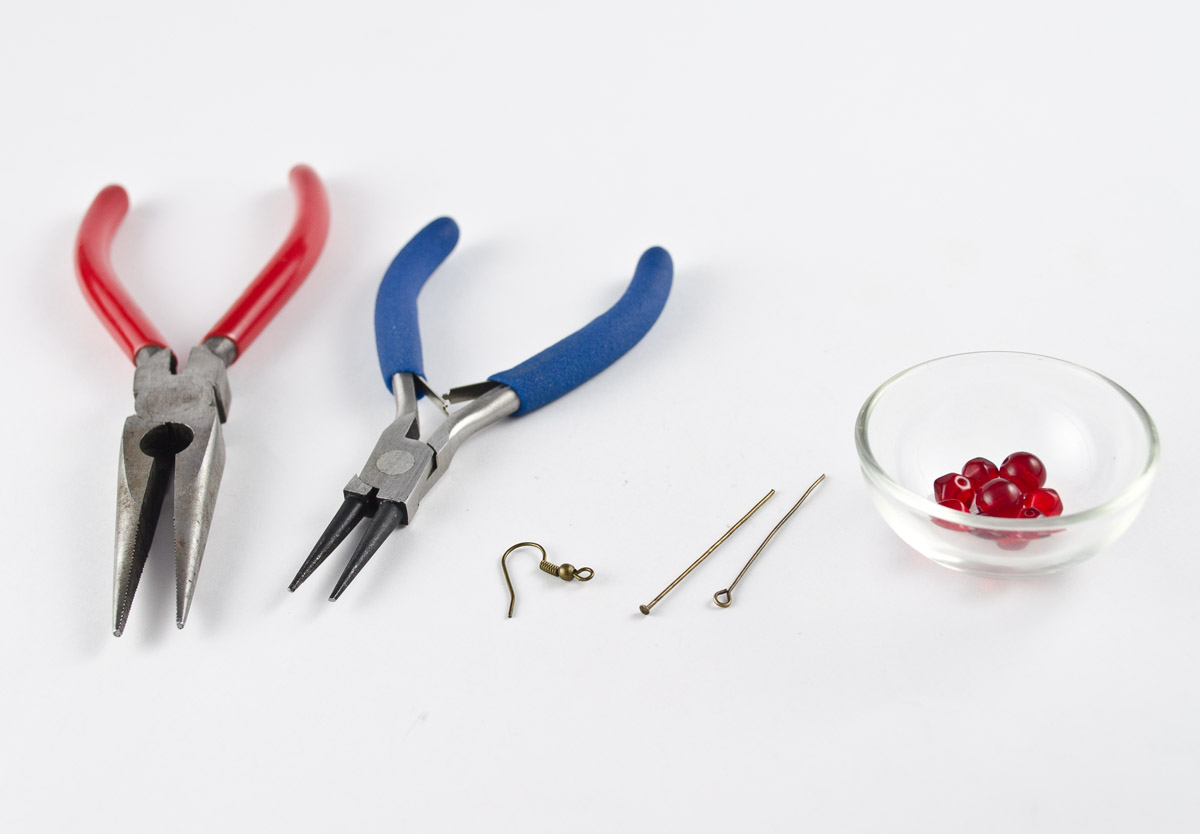
Potřeby pro výrobu šperků technikou ketlování

Ketlování je technika výroby šperku. Nevyžaduje žádné specifické nástroje ani prostory, je jednoduchá na naučení a není k ní zapotřebí drahého materiálu. 
K výrobě ketlovaných šperků jsou potřeba:
- ketlovací nýty a jehly – kusy pevnějšího drátu s ukončením na jedné straně buď očkem, nebo plochou hlavičkou podobně jako hřebík
- kleště štípací a kleště s kulatou špičkou
- korálky
- komponenty pro výrobu náušnic: afroháčky (háček, který se dává do ucha)
- komponenty pro výrobu náhrdelníků: karabinky nebo jiné zapínání, řetízek, ukončovací médium – kaloty